# 刘易斯拐点
刘易斯拐点（英語：Lewis turning point）是指经济发展中的一种状态，即鄉村勞動力投身製造業导致乡村劳动力减少，并导致農民工和非熟练工人的工资上涨。这种现象通常由劳动力短缺引起。直到再次达到劳动力剩余的状态後工資不再上漲。该术语由经济学家威廉·阿瑟·刘易斯提出，故名刘易斯拐点。在刘易斯拐点发生后，意味著经济需要平衡发展。Piazza认为，一个快速发展的经济体到达刘易斯拐点后，会导致金融动荡和增长前景的持续下降。
通常情况下，到达刘易斯拐点会导致工资增加。然而在一些情况下，如1870年至1920年间的日本，由于农业生产率的快速提高，产生了劳动力的过剩，抑制了实际工资的上涨。有人認為中国在2010年已达到了刘易斯拐点，因為该国的廉价劳动力迅速减少，農民工工资大幅增加。尽管中國人口众多，但在2010年代初期，中国面临劳动力短缺，工人实际工资自2003年以来几乎翻了一番。非技能工作的工资快速增长意味著已达到刘易斯拐點。然而，《中国经济评论》等其他期刊则称中国尚未达到刘易斯拐点。國際貨幣基金組織预测中国将在2020年至2025年之间達到劉易斯拐點。